# إنثيناسولا
بلدية إنثيناسولا (بالإسبانية: Encinasola) هي بلدية تقع في مقاطعة ولبة التابعة لمنطقة أندلوسيا جنوب إسبانيا.

## الديموغرافيا
بلغ عدد سكان بلدية إنثيناسولا 1.540 نسمة عام 2011 (وفقاً للمعهد الوطني الإسباني للإحصاء).
| 1.945 | 1.845 | 1.761 | 1.686 | 1.614 | 1.596 | 1.540 |